# Dong Zhihao
Det här är en artikel om en person med kinesiskt personnamn; Dong är familjenamnet.
Dong Zhihao (kinesiska: 董志豪), född 31 mars 2005, är en kinesisk simmare.

## Karriär
I juli 2023 vid VM i Fukuoka slutade Dong på fjärde plats samt noterade ett nytt juniorvärldsrekord med tiden 2.08,04 på 200 meter bröstsim. I september 2023 vid asiatiska spelen i Hangzhou tog han silver på 200 meter bröstsim.
I februari 2024 vid VM i Doha tog Dong guld på 200 meter bröstsim.